# Київська братська школа

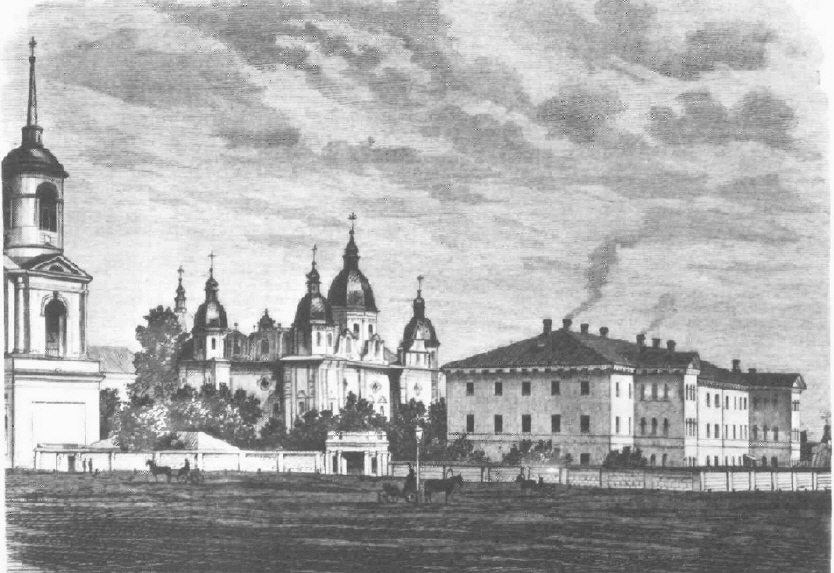
Київський Братський монастир та Академія

Ки́ївська бра́тська шко́ла — одна з братських шкіл в Україні у XVII столітті, заснована у 1615 році Київським братством за зразком єзуїтських освітніх закладів (на деревориті Ковдена 1869 року зображено Київський Братський монастир, в якому свого часу містилось Київське братство).
В основу її статуту (1620 рік) покладено статут Львівської братської школи. Київська братська школа була спробою православних міщан Києва зберегти свої звичаї та підняти на вищий рівень православну освіту, які занепали на фоні зростання популярності ідей унії та католицької єзуїтської системи освіти.
Першим ректором школи був Іов Борецький (1615 —1618). Ректорами також були Мелетій Смотрицький (1619—1620), Касіян Сакович (1620—1624) та Хома Євлевич (1628—1632).
З Київської братської школи вийшло чимало видатних українських діячів XVII століття, зокрема письменники С. Косов, С. Почаський та інші. У ній навчалися діти міщан і козаків. Матеріальну допомогу школі надавали Петро Сагайдачний та Галшка Гулевичівна. 15 жовтня 1615 року Гальшка Гулевичівна подарувала свій київський будинок та землю навколо нього Київському братству. У 1632 році. було об'єднано школу Києво-Печерської лаври з Київською братською школою і реорганізовано у вищий навчальний заклад — Києво-Могилянську колегію, яка з 1659 року була перейменована на академію.
Школа поділялася на окремі класи, які самі мали назву шкіл. Для учнів викладалися слов'янська, грецька, польська та латинська мови.